# Spirostreptus anctior
Spirostreptus anctior är en mångfotingart som beskrevs av Karsch 1881. Spirostreptus anctior ingår i släktet Spirostreptus och familjen Spirostreptidae. Inga underarter finns listade i Catalogue of Life.